# Xyloscia subspersata
Xyloscia subspersata là một loài bướm đêm trong họ Geometridae.